# 왕진 (고려)
왕진(王璡, ? - 1072년)은 고려 중기의 왕족으로, 현종 순의 손자이며 정간왕에 추증된 왕기(王基)의 장남이다. 그의 누이 정의왕후 왕씨는 순종의 왕비가 되었으므로 순종의 처남이 된다. 순종은 문종의 장남으로 왕진과는 사촌형제간이 된다.
한편 그의 동생 낙랑공 왕영(樂浪公 王瑛)은 백부 문종의 딸 보령궁주(保寧宮主)와 결혼한다.

## 생애
왕손으로 태위의 벼슬에 올랐으며 1069년(문종 23) 왕위 유력 계승자였던 아버지 평양공 왕기가 자신의 형 문종보다 먼저 죽자, 문종에 의해 정간왕에 추봉되었지만, 그가 죽기 전 1061년(문종 15) 교위(校尉) 거신(巨身) 등이 문종을 폐하고 평양공 왕기를 추대하려는 쿠데타를 준비했던 일이, 1072년(문종 26) 병사(兵士) 장선(張善) 등의 고변으로 폭로되었다. 바로 문종은 거신(巨身)을 죽이고 그 족속(族屬)을 전부 사형시켰다.
한편 이미 죽은 평양공 왕기에게는 추증된 작위 및 생전 지위가 모두 박탈당했고, 왕진은 남해로 유배되었다. 단, 이때 그의 동생 왕영(王瑛)은 나이가 어렸으므로 형벌을 면하였다. 동시에 평장(平章) 왕무숭(王懋崇), 장녕 궁주 이씨(長寧宮主李氏), 수안 택주 이씨(遂安宅主李氏) 등도 평양공 추대 사건에 가담하였으므로 하였으므로 이에 왕무숭(王懋崇) 및 그 아들 왕정(王靖)은 안동으로 유배되고, 장녕궁주와 수안택주는 곡주(谷州)로 유배되었다. 한편 왕진은 유배된 직후에 사망하였다.

## 가족 관계
- 조부 : 현종(顯宗, 992~1031 재위:1009~1031)
- 조모 겸 진이모 : 원성왕태후(元成王太后, ? ~1028)
  - 이복 백부 : 덕종(德宗)
  - 이복 백부 : 정종(靖宗)
- 친조모 : 원혜태후(元惠太后, ? ~1022)
  - 백부 : 문종(文宗)
- 부왕 : 정간왕(靖簡王)
- 모후 : ?
  - 동생 : 왕거(王琚)
  - 동생 : 왕영(王瑛, 1043~1112)
  - 제수 : 보령궁주(保寧宮主, ? ~ 1113)
    - 조카 : 승화백 왕정(承化伯 王禎, ?~1130) 야명: 제(禔)
    - 조카 : 왕지(王禔)

  - 누이 : 정의왕후 순종(順宗) 비
  - 매부 겸 사촌형 : 순종(順宗)

- 진외증조부 : 김은부(金殷傅, ? ~1017)
- 진외증조모 : 안산군대부인(安山郡大夫人) 인천 이씨(仁川 李氏) 이허겸의 딸

## 왕실과의 겹사돈
그는 고려 문종의 조카이면서 이중 겹사돈간이 된다. 누나 정의왕후 왕씨는 문종과 인예왕후 이씨 소생으로, 친사촌형인 순종와 결혼하였다. 이후 그의 남동생 낙랑공 왕영(樂浪公 王瑛)은 그의 사촌누이가 되는 백부 문종과 인예왕후 이씨 소생으로의 딸 보령궁주(保寧宮主)와 결혼한다.